# تام کلنسی گوست ریکان
گوست ریکان تام کلنسی (به انگلیسی: Tom Clancy's Ghost Recon) مجموعه بازی‌های ویدئویی تاکتیکی است که توسط یوبی سافت تحت حقوق نام تام کلنسی منتشر شده‌است.

## فهرست بازی‌های منتشر شده
| مجموعه بازی                                       | تاریخ انتشار            |
| ------------------------------------------------- | ----------------------- |
| تام کلنسی گوست ریکان                              | ۲۰۰۰                    |
| تام کلنسی گوست ریکان: محاصره کویر                 | ۲۷ مارس ۲۰۰۲            |
| تام کلنسی گوست ریکان: جزیره تندر                  | ۲۵ سپتامبر ۲۰۰۲         |
| تام کلنسی گوست ریکان طوفان جنگل                   | ۱۲ مارس ۲۰۰۴            |
| تام کلنسی گوست ریکان ۲                            | ۱۶ نوامبر ۲۰۰۴          |
| تام کلنسی گوست ریکان ۲: اوج برخورد                | ۲ اوت ۲۰۰۵              |
| تام کلنسی گوست ریکان شناسایی شبح جنگجوی پیشرفته   | ۷ مارس ۲۰۰۶             |
| تام کلنسی گوست ریکان شناسایی شبح جنگجوی پیشرفته ۲ | ۶ مارس ۲۰۰۷             |
| تام کلنسی گوست ریکان: شکارچی                      | ۱ اکتبر ۲۰۱۰            |
| تام کلنسی گوست ریکان                              | ۲۰۱۰                    |
| تام کلنسی گوست ریکان: جنگ سایه‌ها                  | ۲۲ مارس ۲۰۱۱            |
| تام کلنسی گوست ریکان سرباز آینده                  | ۲۲ مه ۲۰۱۲              |
| تام کلنسی گوست ریکان: ارواح                       | ۱۰ آوریل ۲۰۱۴ (لغو شده) |
| تام کلنسی گوست ریکان: سرزمین‌های وحشی              | ۲۷ مارس ۲۰۱۷            |
| تام کلنسی گوست ریکان: نقطه توقف                   | ۴ اکتبر ۲۰۱۹            |